# Béres János (költő)
Béres János (Fót, 1813 – Fót, 1873) költő.

## Élete
„A falu poétájának" nevezték kortársai. Egyszerű földműves volt, aki a „költés mesterségét" a templom zsoltáros énekeiből tanulta. Múzsáját a lakodalmi ünnepélyek, keresztelők és torok ösztönözték első szárnypróbálgatásra, később versengve hívták őt lakodalmakba. Barátait ezen alkalmakkor mindig újabb versekkel lepte meg. Garay János buzdította először tanulmányra és megtisztelte saját műveivel is; olvasott, verselt. Falujában jobban becsülték mint Molnár Istvánt Bihar megyei hazájában.

## Munkái
- Szabad hangok. Pest, 1848.